# Emilio Sommariva
Pour les articles homonymes, voir Sommariva.
Emilio Sommariva est un photographe et peintre italien né en 1883 à Lodi et mort en 1956 à Milan.

## Biographie
En 1897, Emilio Sommariva s'inscrit à l'Académie des beaux-arts de Brera, où il fréquente l'École d'arts décoratifs d'Angelo Comolli de 1898 à 1899. Des difficultés financières le forcent à interrompre ses études. Il est alors embauché comme  photographe par la fonderie Compagnia Continentale Brunt & C. puis par le studio de photographie Ganzini. Quelques mois plus tard, en 1902, il ouvre son propre atelier sur la viale Monforte (« avenue Monforte », maintenant la viale Piave), mais déménage au cours des années suivantes sur la via San Paolo et sur la via Montenapoleone. Non sans difficulté, Sommariva devient un portraitiste réputé des luminaires de l'époque. Il fait également des reproductions d'œuvres d'art, des photographies industrielles et d'architecture ainsi que des photographies de paysages. 
Sa notoriété est consacrée par la reconnaissance qu'il obtient en 1911 à l'Esposizione Internazionale di Fotografia Artistica e Scientifica di Roma (« Exposition internationale de photographie artistique et scientifique de Rome »), où il gagne la médaille d'or du Comité des célébrations, et lors de l'Esposizione e Concorso Internazionale di Fotografia di Torino (« Exposition et concours international de photographie de Turin »), où il reçoit un diplôme honorifique. En 1922 , il se fait connaître sur la scène internationale en obtenant le premier prix à l'Exposition internationale de photographie artistique professionnelle de Londres.

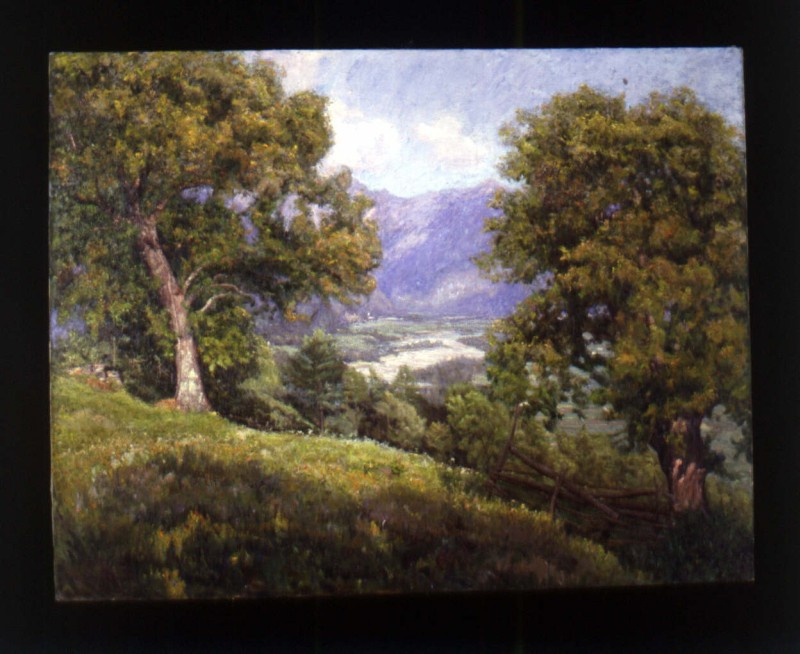
Paysage de Val Vigezzo peint par Emilio Sommariva en 1925.

Dans les années 1920, il commence à exposer ses œuvres de peintre. Il participe ainsi à la Biennale de Brera en 1925, à l'Exposition internationale d'art de Venise de 1926 et, au cours de la décennie suivante, aux expositions de la Permanente de Milan. Au cours de cette période, il peint de nombreux  paysages, inspiré par les Préalpes de Lombardie et du Piémont qui sont le théâtre de ses fréquents séjours à la villa familiale, située à Lanzo d'Intelvi. Une rétrospective de sa riche production picturale est inaugurée en 1950 à la Galleria Ranzini à Milan.